# Robert von Arbrissel

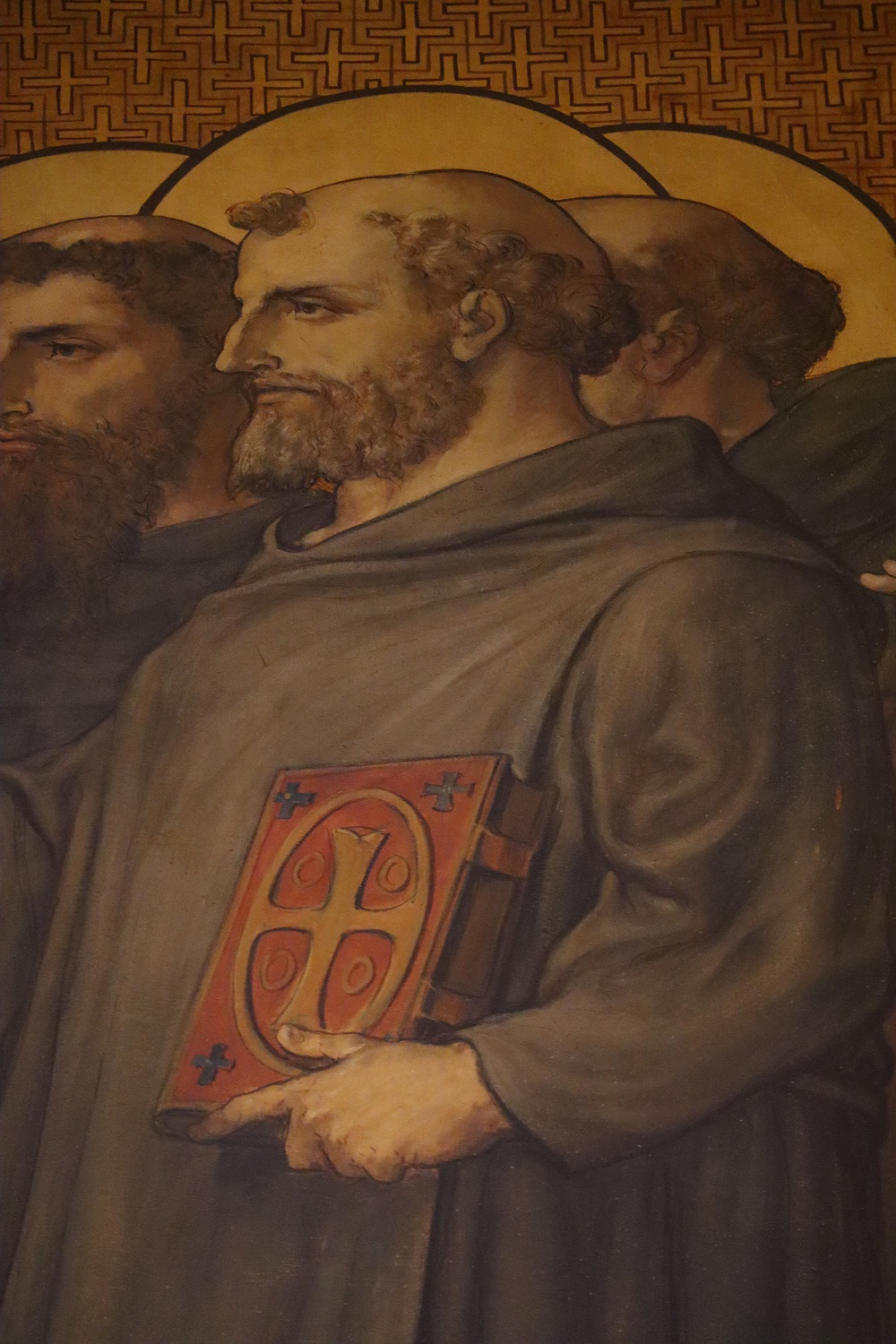
Robert von Arbrissel auf einem Fresko aus dem 19. Jahrhundert in Rennes.

Robert von Arbrissel (frz.: Robert d'Arbrissel) (* um 1045 in Arbrissel im Bistum Rennes (Bretagne); † 25. Februar 1116 im Priorat Orsan im Berry) war Gründer des Ordens von Abtei Fontevraud. Auch wurde er als „Apostel der Bretagne“ bezeichnet.

## Leben
Er war der Sohn eines Pfarrers von Arbrissel. Nach seiner Kindheit führte er das Leben eines Wandereremiten, bis er die Pfarrei seines Vaters nach dessen Tod übernahm. 
Im Jahr 1076 unterstützte er den durch Ämterkauf in sein Amt gelangten Bischof von Rennes, Sylvester de la Guerche. Als dieser 1078 durch Papst Gregor VII. abgesetzt wurde, musste er nach Paris fliehen, wo er studierte. Indem er sich seiner Herkunft als Priestersohn bewusst wurde, erlebte er eine erste Konversion: bereute seine Praktiken hinsichtlich des Kaufs und Verkaufs von geistlichen Ämtern. 
Sodann wurde er durch den in sein Amt wieder eingesetzten Sylvester um das Jahr 1088/89 nach Rennes zurückgeholt, zum Erzpriester gemacht und bezog im Sinne der Gregorianischen Reformen Stellung gegen eheliche und eheähnliche Verbindungen von Priestern (Nikolaitismus) und den Kauf und Verkauf geistlicher Ämter und Weihen (Simonie). 
Da er sich dadurch zahlreiche Feinde gemacht hatte, ergriff er nach dem Tod des Bischofs (1093) erneut die Flucht. Er studierte in Angers an der dortigen Kathedralschule, die von dem bedeutenden Magister Marbod geleitet wurde. Er führte jetzt ein Leben in strenger Askese. 
Im Jahr 1095 bekehrte er sich ein weiteres Mal und führte im Wald von Craon in der Nähe seiner Heimat ein eremitisches Dasein. An dem Ort seiner Niederlassung, La Roë (bei Laval), suchten ihn alsbald zahlreiche Besucher auf. Auf Frauen soll er eine besondere Anziehungskraft ausgeübt haben. Viele der Suchenden, darunter besitzlos gewordene Bauern und Priester ohne Pfründe, blieben bei ihm, um sein Leben nach dem Vorbild der Urkirche zu teilen. Die Frauen vertraute er seinem Schüler Salomon an. 
Der Papst Urban II., der im Februar 1096 auf der Rückreise von der Synode von Clermont in Angers Rast machte, ließ ihn zu sich kommen. Er gab ihm einen Predigtauftrag (officium praedicationis) und bestellte ihn zum offiziellen Oberen der Gemeinschaft von La Roë, der er die Augustinerregel gab. Die von Robert von Arbrissel initiierte Bewegung sollte so in das herrschende kirchenrechtliche System eingegliedert werden. Robert weigerte sich aber, das Amt des Abtes anzunehmen. Im Jahr 1098 holte er vom Bischof von Angers die Erlaubnis ein, seine Gemeinschaft zu verlassen. Er zog nun als Wanderprediger durch die Lande. Sein alter Lehrer Marbod, der 1096 durch Ämterkauf Bischof von Rennes geworden war, versuchte der unsteten Existenz Robert von Arbrissels ein Ende zu machen. Robert wurde vor ein Konzil geladen, das sich, in Anwesenheit zweier Gesandten des Papstes Paschalis II., im November 1100 in Poitiers versammelte. 
Man zwang Robert dazu, sich mit seinen Gefolgsleuten fest niederzulassen. Der Bischof Peter II. von Poitiers schenkte ihm ein Grundstück in einem dornigen Gestrüpp mit der Bezeichnung Fons Evraldi, aus der sich der heutige Ortsname „Fontevraud“ ableitet. Dort gründete er zu Beginn des Jahres 1101 ein gemischtes Doppelkloster. 
Nach zwei Jahren nahm er erneut ein Leben als Wanderprediger auf. Die Leitung der Gemeinschaft von Fontevraud übertrug er der adeligen Dame Hersendis von Champagne, der die ebenfalls adelige Petronilla (Pétronille de Chemillé) als Prokuratorin (Ökonomin) zur Seite stand. Am 18. Oktober 1115 ernannte er die letztere zur Äbtissin. 
Der ungewöhnliche Umstand, dass auch die männlichen Mitglieder des Ordens, »fratres« genannt, dem Regiment einer Frau unterstellt waren, war schon zu Lebzeiten Robert von Arbrissels Anlass für Beschwerden. Nicht wenige Brüder verließen die Gemeinschaft von Fontevraud und traten in andere Klöster ein. In seinen letzten Lebensjahren zog Robert weiterhin predigend durch Zentral- und Südwestfrankreich. Am 20. Februar 1116 brachte man ihn krank in das Priorat von Orsan, wo er fünf Tage später im Alter von etwa 70 Jahren verstarb. Gegen seinen Willen, auf dem Friedhof inmitten der Brüder begraben zu werden, ließ ihn die Äbtissin Petronilla im Chor der Abteikirche bestatten, zu dem ausschließlich die Nonnen, jedoch weder die Brüder noch das Volk Zutritt hatten. Sein (leerer) Sarkophag ist dort heute noch sichtbar.

## Nachwirkungen
In Bezug auf seine Wirkung auf die Zeitgenossen und die Nachwelt ist Robert von Arbrissel der vielleicht bedeutendste der zahlreichen Wandereremiten, die um die Wende des 11. Jahrhunderts wie Christus und die Apostel predigend durch das Land zogen. Barfüßig und ohne Stab und Tasche wollte er „als Nackter dem nackten Christus folgen“ (nudum Christum nudus sequi) und das Evangelium verkünden. Die Kirche begegnete jedoch diesem Treiben mit größtem Misstrauen und suchte danach, die Armutsbewegungen an feste Orte zu binden und sie als normale Orden in das Rechts- und Ordnungssystem der Römischen Kirche einzugliedern. 
Obwohl es bei Robert von Arbrissel und seiner Bewegung zahlreiche Züge gibt, die an Franziskus von Assisi und das frühe Franziskanertum erinnern, geht eine Bezeichnung als „Vorläufer des hl. Franz von Assisi“ nach allgemeiner Meinung fehl.
Einer seiner bedeutendsten und tatkräftigsten Schüler war der Klostergründer Géraud de Salles.

## Schriften
- Monika Prams-Rauner (Hrsg.): Robert von Arbrissel. Brief an Ermengarde, Gräfin der Bretagne. Lateinischer Text mit deutscher Übersetzung und Einleitung. Augsburg 2015. ISBN 978-3-936905-54-0.